# Leptaena
Leptaena is een geslacht van uitgestorven brachiopoden, dat voorkwam van het Midden-Ordovicium tot het Vroeg-Carboon.

## Beschrijving
Deze 2,5 tot 4 centimeter lange brachiopode kenmerkt zich door een bolvormige steelklep en een hol armskelet. Daardoor verkrijgt de schelp een ietsjes vreemd profiel. De kleppen zijn sterk toegebogen naar de voorkant en langs de zijden. Het oppervlak is bezet met zeer fijne ribben en concentrische groeistrepen, die van de spits uitstralen.

## Leefwijze
De steelklep van dit geslacht lag verzonken in de zeebodem in zachte substraten, maar de opstaande voorrand bleef vrij van de ondergrond. Daardoor kon de armklep zelfs bijna geheel ingegraven zijn.

## Soorten
- L. acuta (Kurnamena) (Roomusoks, 2004)
- L. acuticuspidata Amsden, 1958
- L. aequalis Amsden, 1974
- L. alliku (Oraspold, 1956)
- L. altera Rybnikova, 1966
- L. amelia (Havlicek, 1967)
- L. analogaeformis Biernat, 1966
- L. arberae Kelly, 1967
- L. argentina (Thomas, 1905)
- L. bergstroemi Cocks, 2005
- L. borghiana Mergl & Massa, 1992
- L. boyaca Caster, 1939
- L. contermina Cocks, 1968
- L. convexa Weller, 1914
- L. cooperi Easton et al., 1958
- L. crassorugata (Similoleptaena) (Rõõmusoks, 2004)
- L. croma (Havlicek & Storch, 1990)
- L.crypta Opik, 1930
- L. cryptoides (Oraspold, 1956)
- L. dejecta (Baarli, 1995)
- L. delicata Amsden, 1949
- L. depressa (Sowerby, 1825)
- L. diademata (Williams, 1962)
- L. electra (Havlicek, 1967)
- L. ennessbe Spjeldnaes, 1957
- L. enucleata Klenina, 1984
- L. friedrichi (Similoleptaena) (Rõõmusoks, 2004)
- L. gibbosa (James, 1874)
- L. haverfordensis Bancroft, 1949
- L. holcrofti Bassett, 1974
- L. indigena Spjeldnaes, 1957
- L. infrunita (Williams, 1962)
- L. ingrica (Similoleptaena) (Rõõmusoks, 2004)
- L. juvenilis (Öpik, 1930)
- L. kentuckiana Pope, 1982
- L. lappa (Havlicek & Storch, 1990)
- L. lappina (Havlicek & Storch, 1990)
- L. laterorugata (Kurnamena) (Roomusoks, 1989)
- L. lemniscata (Havlicek, 1967)
- L. limbifera (Havlicek, 1967)
- L. martinensis Cocks, 1968
- L. moniquensis Foerste, 1924
- L. nanaformis Zhang et al., 1983
- L. nassichuki Smith, 1980
- L. odeon Havlicek, 1967
- L. oklahomensis Amsden, 1951
- L. ordovicica (Cooper, 1956)
- L. orhor (Havlicek & Storch, 1990)
- L. palmrei (Kurnamena) (Roomusoks, 2004)
- L. parvirugata Hoel, 2005
- L. parvissima Ivanovskii & Kulkov, 1974
- L. paucirugata (Roomusoks 1989)
- L. pertenuis (Similoleptaena) (Rõõmusoks, 2004)
- L. planitia (Similoleptaena) (Rõõmusoks, 2004)
- L. poulseni Kelly, 1967
- L. praequalis Rozman, 1977
- L. provellerosa (Havlicek & Storch, 1990)
- L. purpurea Cocks, 1968
- L. quadrata Bancroft, 1949
- L. quadrilatera (Logan, 1863)
- L. rara (Alekseeva and Erlanger, 1983)
- L. reedi Cocks, 1968
- L. rhomboidalis (Wahlanberg, 1818)
- L. richmondensis Foerste, 1909
- L. roomusoki Cocks, 2005
- L. rugata (Lindström, 1861)
- L. rugaurita (Havlicek, 1967)
- L. rugosa (Dalman, 1828)
- L. rugosides Oraspold, 1956
- L. salopiensis (Williams, 1963)
- L. semiradiata Sowerby, 1842
- L. senecta Roomusoks, 2004
- L. sperion Bassett, 1977
- L. spumiferra (Kurnamea) (Opik, 1930)
- L. strandi (Spjeldnaes, 1957)
- L. tarwanpensis (Similoleptaena) (Rõõmusoks, 2004)
- L. taxilla (Kurnamena) (Oraspold, 1965)
- L. tenuissimestriata McCoy, 1852
- L. tenuistrata Sowerby, 1839
- L. tenuistriata (de Sowerby and Murchison, 1839)
- L. trifidium (Leptaenopoma) (Marek and Havlíček, 1967)
- L. trifidum (Marek and Havlíček, 1967)
- L. undosa (Similoleptaena) (Rõõmusoks, 2004)
- L. valentia (Cocks, 1968)
- L. valida Bancroft, 1949
- L. veldrensis Spjeldnaes, 1957
- L. vellerosa Havlicek, 1967
- L. ventricosa Williams, 1963
- L. zeta Lamont, 1947
- L. ziegleri Cocks, 1968